# Джованні Джуліані
Джова́нні Джуліа́ні (італ. Giovanni Giuliani; 29 квітня 1664, Венеція, Венеційська республіка — 5 вересня 1744, Австрія, Монастир Святого Хреста (Гайлігенкройц)) — венеційський скульптор зламу XVII-XVIII століть. Емігрував до Австрії, де працював й помер.

## Життєпис

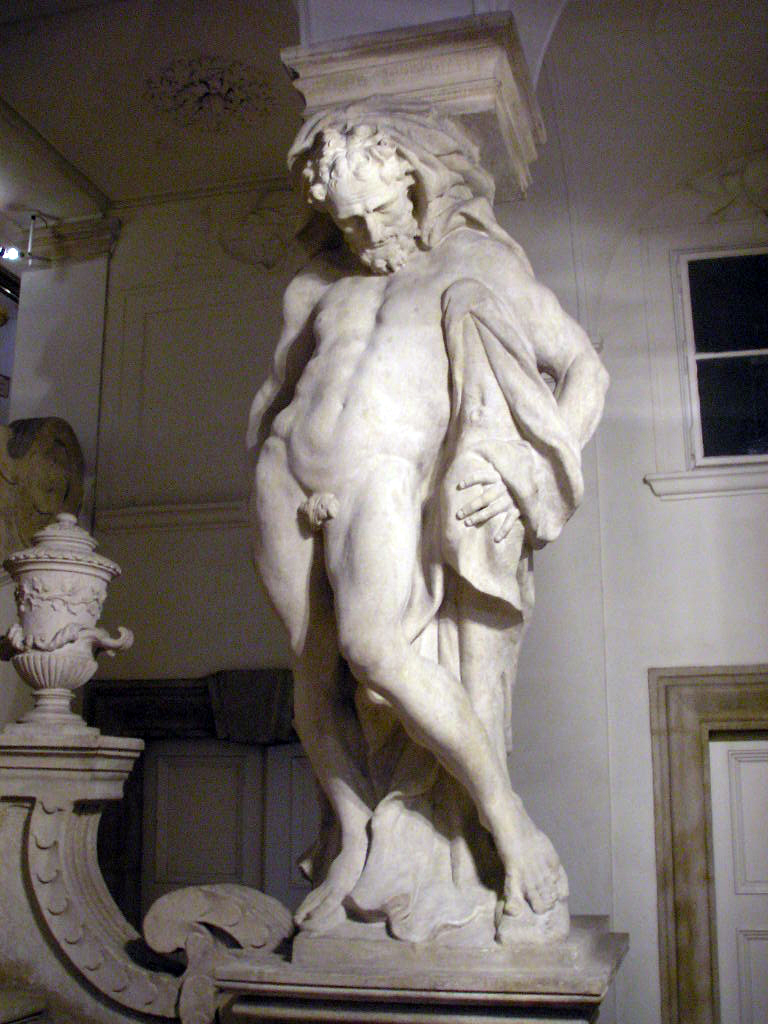
Декоративна скульптура парадних сходинок в Зимовому палаці принца Євгена Савойського в місті Відень

Народився у місті Венеція, походив з родини пекаря.
Художнє ремесло опановував поволі (окрім самої Венеції) у декількох майстрів під час мандрів по містам Болонья, Мюнхен тощо. Серед керівників молодого митця виділявся обдарованістю болонський скульптор Джузеппе Мацца (Giuseppe Mazza 1653—1741), що працював у Мюнхені.

## Еміграція до Австрії
Після другої блокади Відня військом турків-османів та спаленням його передмість в столиці Австрії відкрилися широкі перспективи для армії будівельників, інженерів, фахівців різних галузей та архітекторів. Серед тих, хто перебрався 1690 року на заробітки до Відня, був і Джованні Джуліані.
На молодого скульптора звернув увагу віденський архітектор Йоган Бернгард Фішер фон Ерлах. Джованні Джуліані був зарахований до бригади декораторів, що працювали на будівництві нового палацу для полководця-переможця принца Євгена Савойського. Серед творів цього періоду — декоративні скульптури-атланти парадних сходинок в Зимовому палаці принца Євгена Савойського в місті Відень.

## Останні роки
Скульптор не досяг матеріального успіху в Австрії. Фінансова скрута примусила фахівця оселитися в цистерінському монастирі святого Хреста (Гайлігенкройц). Більшість творів митця створена для монастиря або на замовлення його керівництва. Серед них — барокова колона Святої Трійці, скульптурні групи «Христос миє ноги апостолу Петру», «Христос і Марія Магдалина в будинку Симона фарісея» тощо.
Праця в Австрії подарувала митцю зустрічі й прихильність талановитого учня, скульптора Георга Рафаеля Доннера та Мартина Альтомонте, художника академічного напрямку, що пройшов навчання в Римі.
Мартин Альтомонте та Джованні Джуліані доживали віку в монастирі Гайлігенкройц, де й були поховані після смерті.

## Вибрані твори
- «Христос миє ноги апостолу Петру»;
- «Христос і Марія Магдалина в будинку Симона фарісея»;
- «Христос і самарянка біля колодязя», рельєф;
- «Палац Славков-у-Брна» (колишній Аустерліц; садово-паркова скульптура);
- «Євангеліст Іван» (1721 р.);
- «Євангеліст Лука» (1721 р.);
- «Євангеліст Марк» (1721 р.);
- «Добрий пастир», поліхромна скульптура.

## Галерея

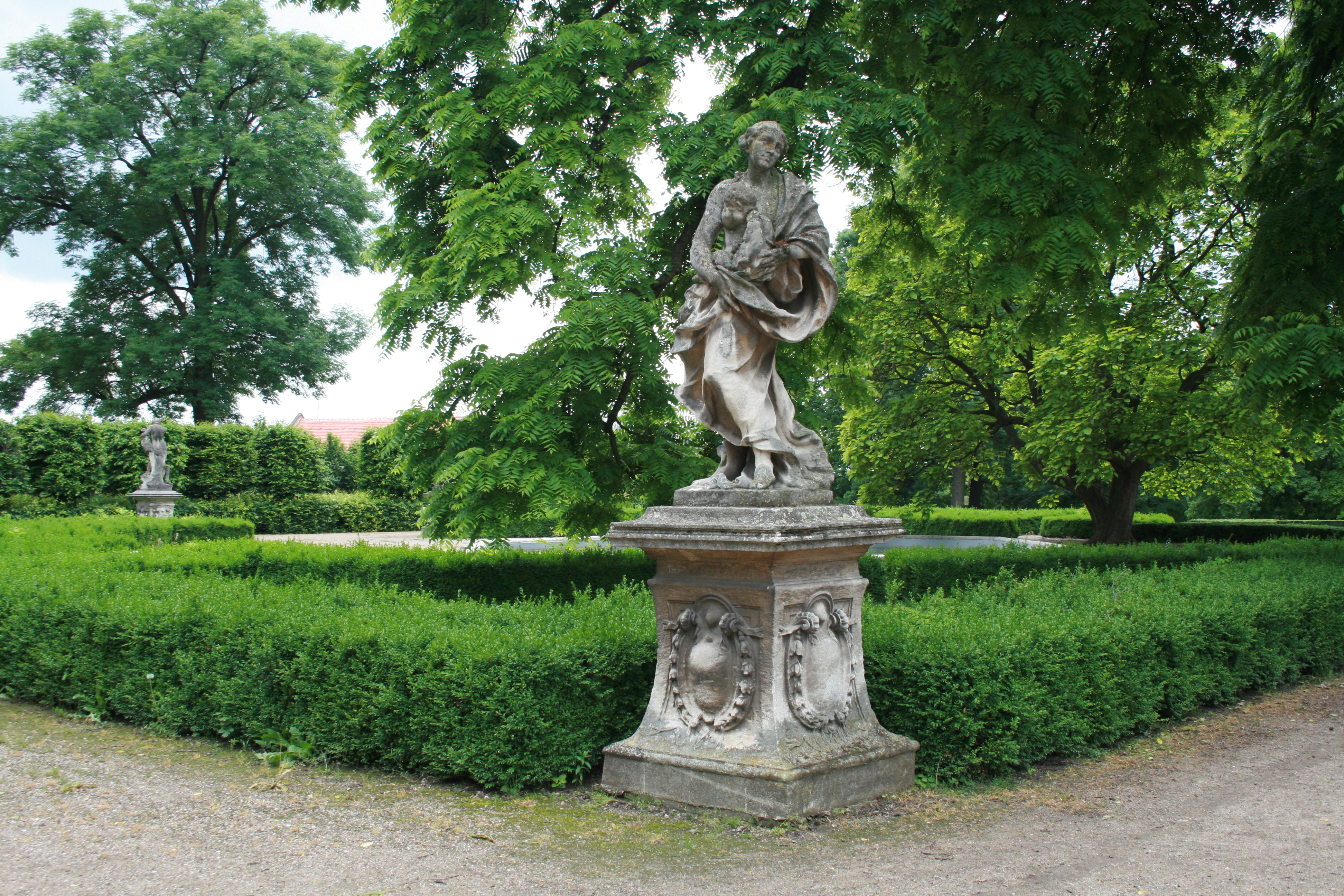
Палац Славков-у-Брна, садово-паркова скульптура
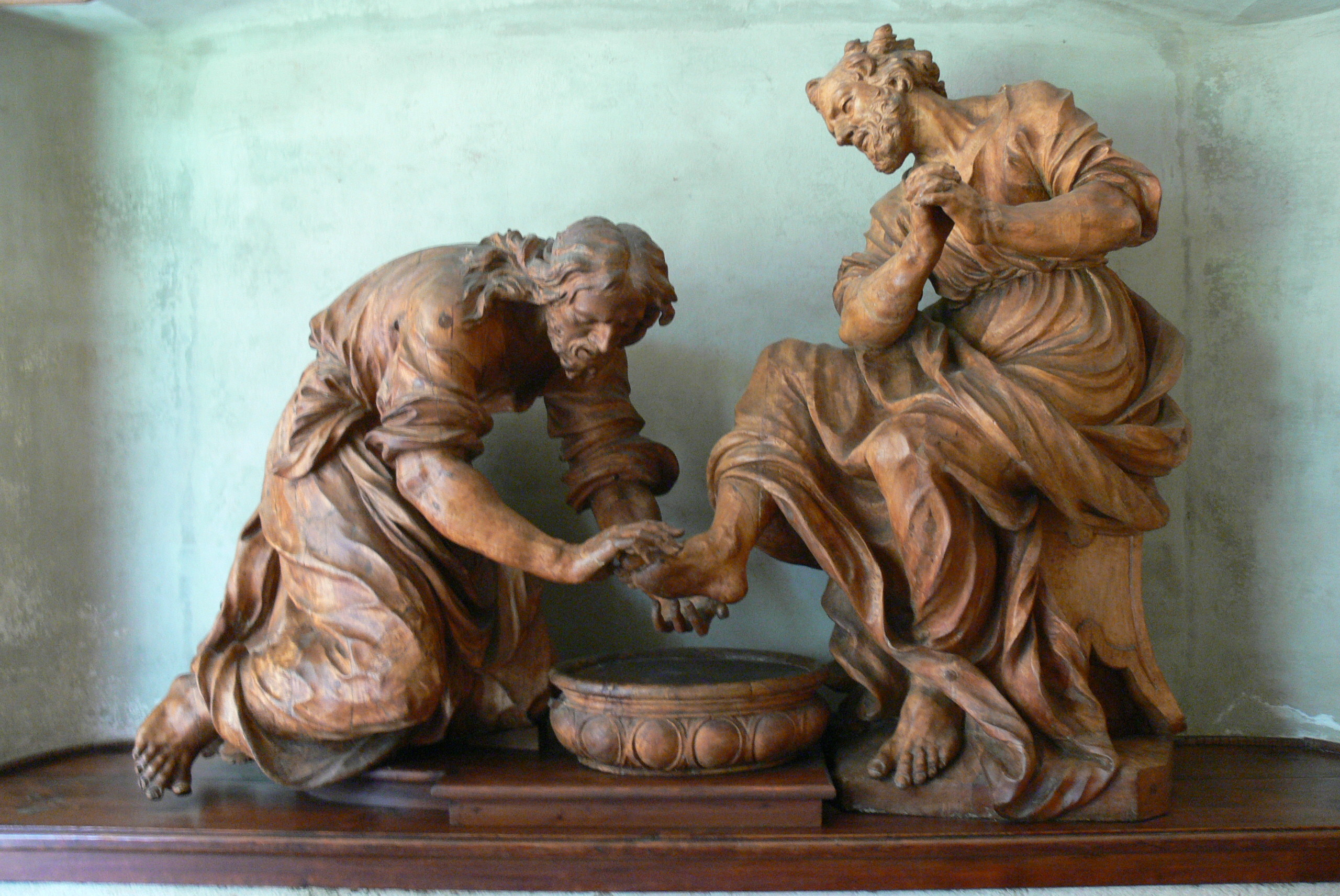
«Христос миє ноги апостолу Петру», 1-а половина XVIII століття, абатство Гейлігенкройц, Зульц-ім-Вінервальд, Австрія
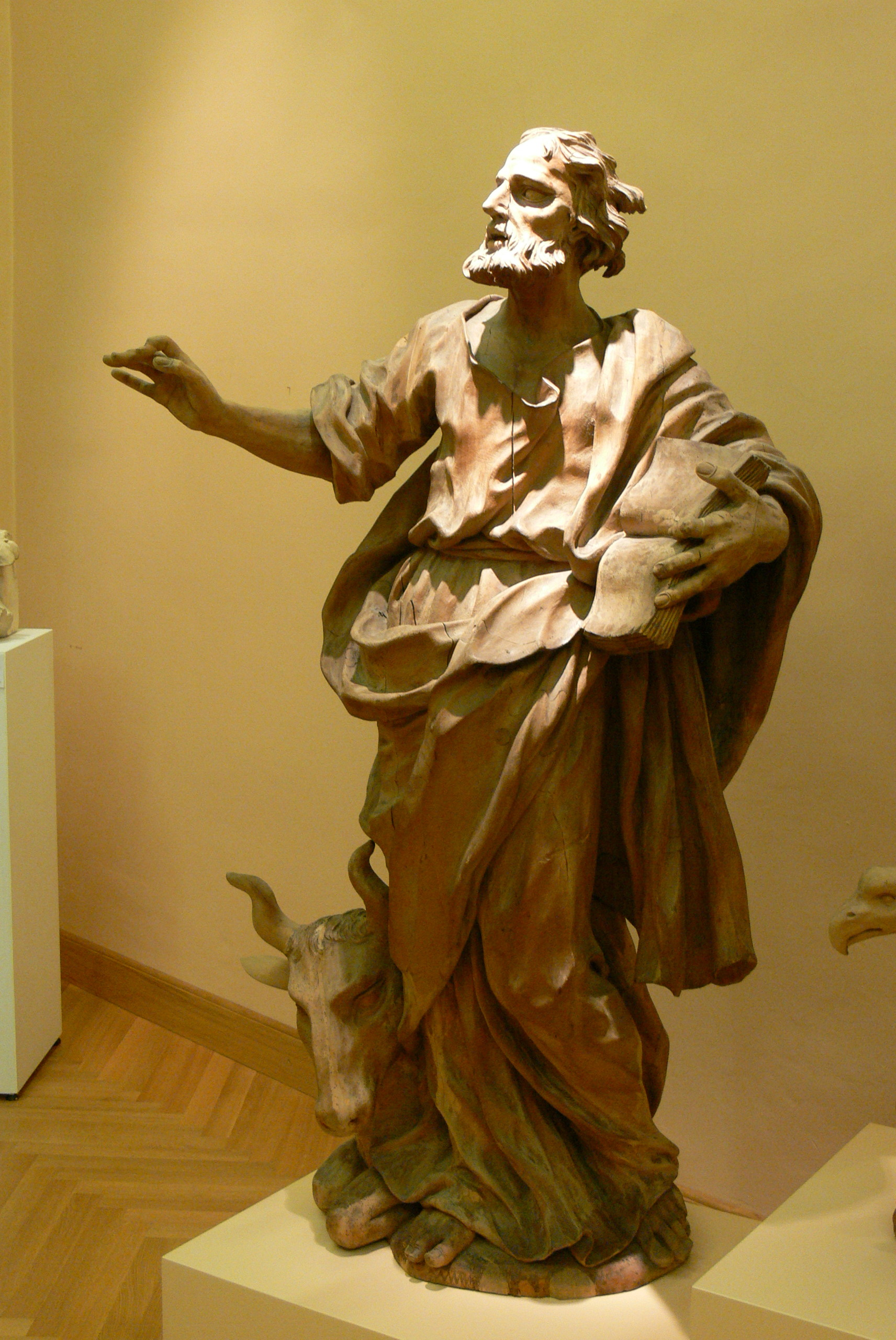
«Євангеліст Лука», 1721 р.
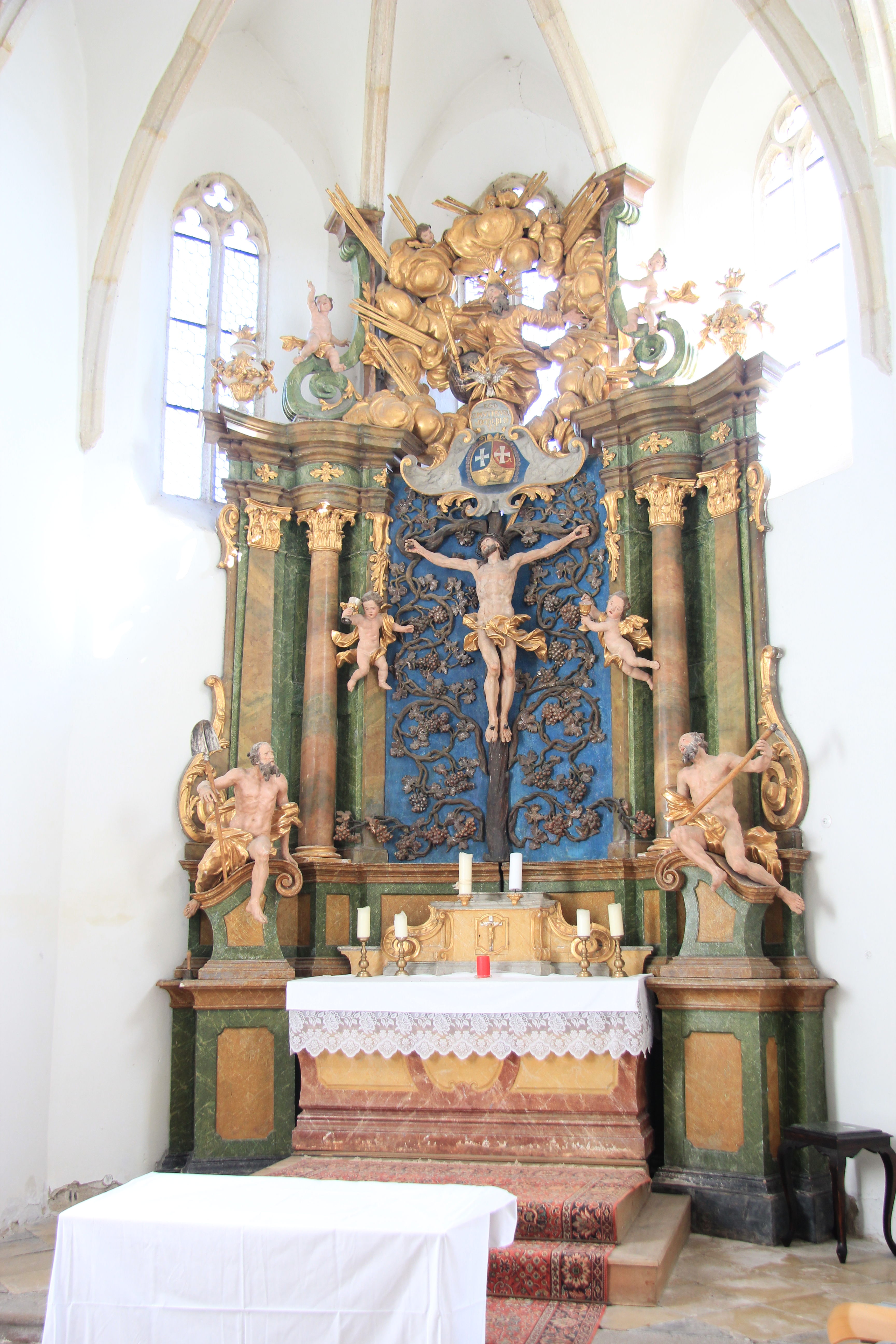
Вівтар каплиці св. Івана
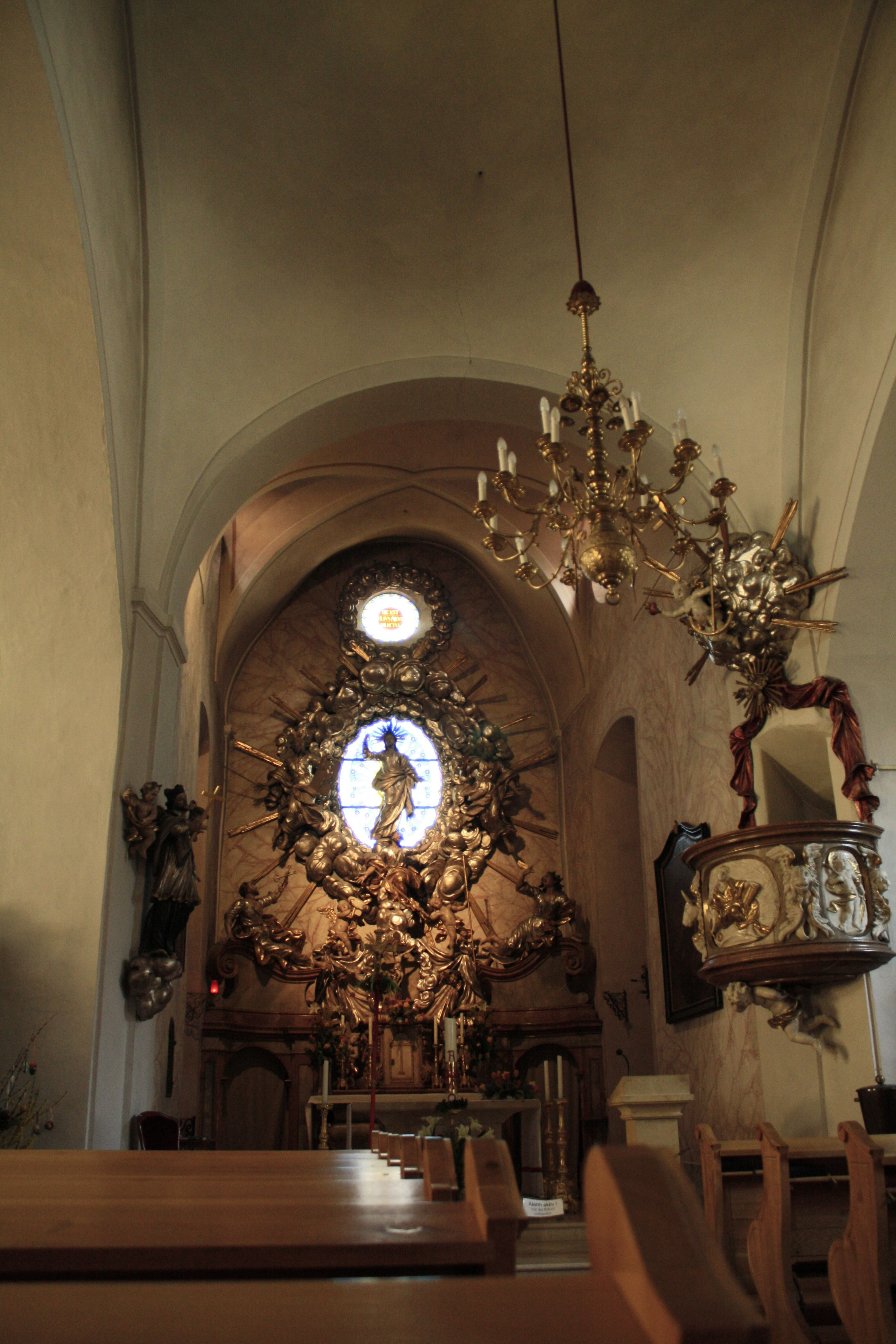
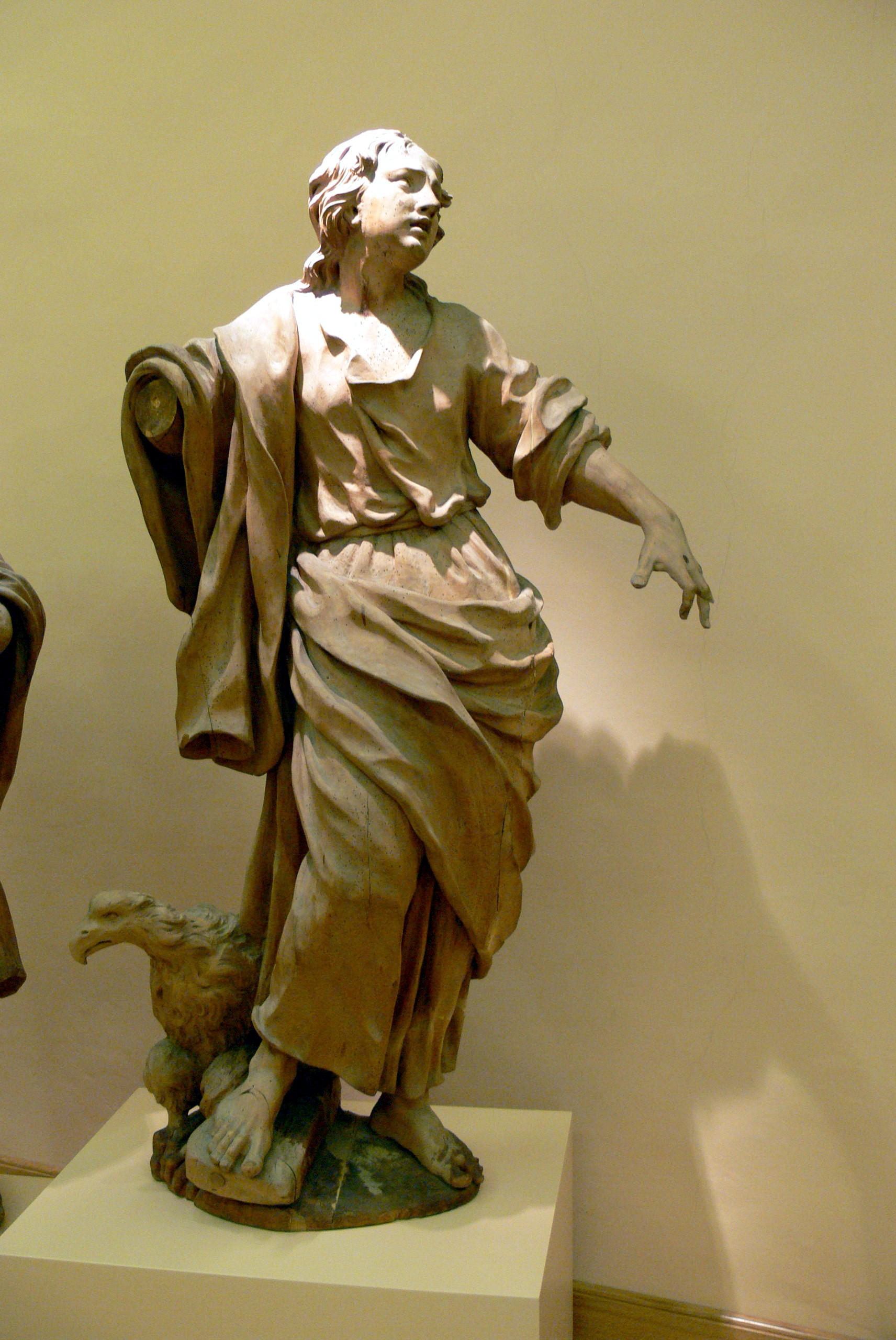
«Євангеліст Іван», 1721 р.
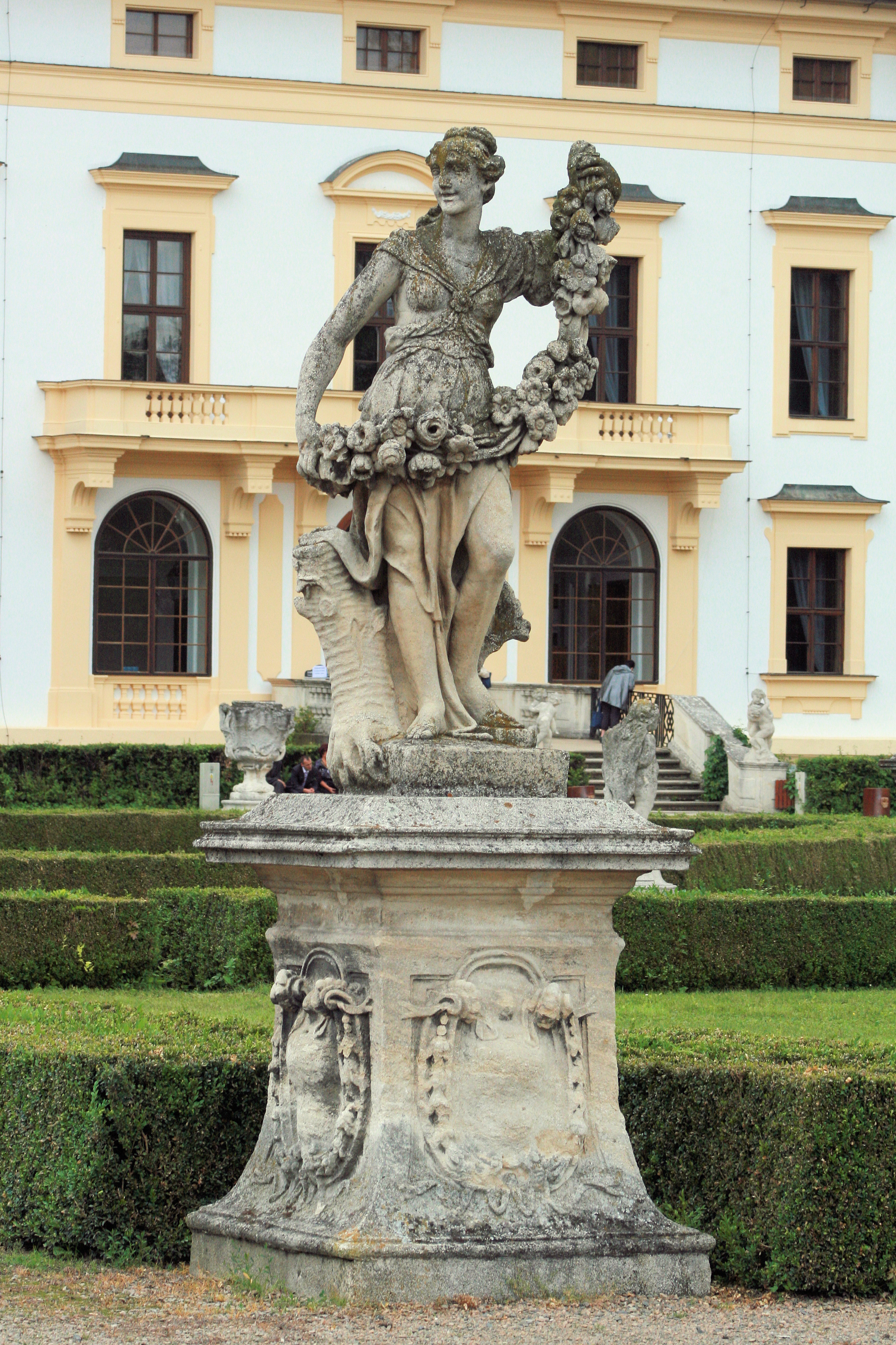
Дж. Джуліані. Палац Славков-у-Брна (колишній Аустерліц), алегорична садово-паркова скульптура.